# Hudu
Hoodoo (ou Rúdu) é uma forma de magia pratica, que se emancipa de religiosidade - de modo que não é religião, filosofia de vida ou mesmo espiritualidade, apenas "modo de fazer", pratica que se originou no Sul dos Estados Unidos.
O Hoodoo evoluiu nos Estados Unidos a partir da chegada dos cativos Haitianos, em Nova Orleans, como um sincretismo de diversas culturas e magia, que advinham de grimórios medievais, conhecimentos indígenas sobre ervas, e o vodu haitiano. Os praticantes são conhecidos como conjures (conjuradores) ou rootwokers (raizeiros).
O primeiro registo da palavra Hoodoo em inglês é de 1875, descrita como substantivo e verbo transitivo. No inglês vernáculo afro-americano o termo é utilizado para descrever um feitiço ou poção mágica, e também como um adjetivo para descrever o praticante. Entre os sinônimos regionais para a palavra estão conjuration ("conjuração"), conjure ("evocação"), witchcraft ("bruxaria") ou rootwork ("trabalhos com raízes").

## Contexto social
Historicamente, a maioria dos praticantes de Hoodoo são afro-americanos, porém existiram alguns brancos que foram root doctors de destaque. Por exemplo, Dr. Harris, de Florence, Carolina do Sul, e Dr. Buzzard, de Beaufort, no mesmo estado, foram célebres hoodoo doctors no final do século XIX. Americanos de origem latina[carece de fontes?] e indígena também o praticaram. Acredita-se que as origens do Hoodoo estejam com os escravos africanos, especialmente no sudeste americano, e, historicamente, sua existência foi documentada no Alabama, Arkansas, Flórida, Geórgia, Ilinóis, Luisiana, Mississípi, Carolina do Norte, Carolina do Sul, Tennessee, e Virgínia. Hoje em dia os praticantes do Hoodoo podem ser encontrados em todas as destinações finais da Grande Migração, incluindo as principais cidades da costa oeste e nordeste dos Estados Unidos.
Ao contrário das religiões formais, o Hoodoo não possui uma hierarquia estruturada. Também não apresenta uma teologia, clérigos e leigos estabelecidos, ou ordens de serviços litúrgicos próprias; em vez disso, os praticantes quase sempre são pessoas laicas dentro duma comunidade cristã, que têm algum tipo de conhecimento específico de magia e da tradição do Hoodoo. Um tradicional curandeiro Hoodoo costumava ser um indivíduo nômade, que viajava de cidade a cidade vendendo seus serviços, e por vezes abrindo uma loja nas comunidades. Diversos dos feitiços e práticas podem-se encaixar na categoria dos "remédios caseiros" e são conhecidos em determinados contextos afro-americanos ou da região sul do país.
Tradicionalmente, este conhecimento popular era passado de pessoa a pessoa. Como muitas práticas Hoodoo são passadas como remédios populares, que acabam sendo descritos de maneira mais ampla como "conhecimento comum", o Hoodoo também é passado adiante através dos contato sócio-familiares. Com o aumento da taxa de alfabetização e da comunicação tecnológica entre as comunidades praticantes, o conhecimento do Hoodoo pode ser transmitido por mais fontes, como livros e todo tipo de publicações e, hoje em dia, pela internet.

## Sistema conceitual
A visão de mundo dominante no Hoodoo costuma ser fortemente cristã. Historicamente existiu uma vertente ligada ao Velho Testamento no pensamento Hoodoo; isto fica particularmente evidente no que diz respeito à providência divina, bem como seu papel na justiça retributiva. Por exemplo, embora existem ideias fortes a respeito do Bem contra o Mal, amaldiçoar alguém de maneira a causar a sua morte pode não ser considerado um ato maligno. Por exemplo, um praticante explicou o fato desta maneira:
"[In] Hoodooism, anythin' da' chew do is de plan of God undastan', God have somepin to do wit evah' thin' you do if it's good or bad, He's got somepin to do wit it . . . jis what's fo' you, you'll git it."
Não só a providência divina é um fator na prática do Hoodoo, como o pensamento Hoodoo compreende o próprio Deus como o arquetípico do "doutor do Hoodoo" (hoodoo doctor). O Hoodoo teria se iniciado antes de tudo; "seis dias de feitiços mágicos e poderosas palavras, e o mundo, com seus elementos, tanto em cima quanto em baixo, foi criado." A partir desta perspectiva, figuras bíblicas costumam ser retratadas como doutores do Hoodoo, e a Bíblia passa a ser uma fonte de feitiços conjuratórios, e torna-se, ela própria, um talismã de proteção.

## Práticas
A meta do Hoodoo é de permitir às pessoas o acesso às forças sobrenaturais, de maneira a melhorar suas vidas cotidianas, e ganhar poder e força em diversas áreas dessas vidas, como a sorte, o dinheiro, o amor, a adivinhação, vingança, emprego e necromancia. Como em muitas outras religiões populares ou práticas médicas e mágicas, faz-se uso intenso de ervas, minerais e partes dos corpos de animais, dos objetos pessoais de um indivíduo, além de fluidos corpóreos, especialmente sangue menstrual, urina e sêmen. O contato com ancestrais ou outros espíritos dos mortos é uma prática importante dentro da tradição do conjuro, assim como a recitação de salmos e da Bíblia também é considerada como tendo efeitos mágicos.
Poções caseiras e encantos formam a base de boa parte do Hoodoo rural, desde épocas antigas; porém já existem diversas companhias comercializando os componentes do Hoodoo para praticantes urbanos e das áreas rurais. Geralmente estes produtos recebem o nome de mantimentos espirituais, e podem incluir ervas, raízes, minerais, velas, incenso, óleos, cristais de banho, sachês em pó e água-de-colônia.